# Santa Teresa Gallura
Santa Teresa Gallura (sardinsky: Lungòni, Lungòne) je italská obec (comune) v provincii Sassari v regionu Sardinie. Nachází se ve výšce 40 metrů nad mořem a má přibližně 5 000 obyvatel. Rozloha obce je 102,29 km².